# میخائیل گنیسین
میخائیل فابیانویچ گنیسین (روسی: Михаил Фабианович Гнесин؛ ۲ فوریهٔ ۱۸۸۳ – ۵ مه ۱۹۵۷) یک آهنگساز و مدرس موسیقی اهل روسیه بود.
او دانش‌آموختهٔ کنسرواتوار دولتی چایکوفسکی مسکو و از شاگردان نیکولای ریمسکی-کورساکف و آناتولی لیادوف بود و یکی از آثار مشهورش با عنوانِ «خاندان مکابی و عنفوانِ جوانیِ حضرت ابراهیم» سبب شد تا به او، لقبِ «گلینکای یهود» بدهند.
وی برنده جوایز متعددی از جمله «جایزه استالین» شده بود.